# Monique Stalens
Monique Yvette Stalens (ur. 6 kwietnia 1939 w Częstochowie) – francuska aktorka i reżyser polskiego pochodzenia. Laureatka Nagrody im. Stanisława Ignacego Witkiewicza.

## Życiorys
Ukończyła literaturę współczesną oraz historię sztuki na Sorbonie. Studiowała też w Conservatorio Antonio Maria Valencia de Cali i Teatro-Escuela de Cali w Kolumbii. Brała udział w wielu stażach teatralnych, m.in. Ludwika Flaszena, Zygmunta Molika, Yoshi Oida. Języka polskiego uczyła się w Centre de Civilisation Polonaise w Paryżu i podczas letnich kursów na Uniwersytecie Jagiellońskim.
Od końca lat 60. występuje jako aktorka w teatrach francuskich (Paryż, Lyon, Dijon), a w 2009 roku zagrała pierwszy raz po polsku w wystawionej w Paryżu sztuce Manque Sarah Kane.
Od połowy lat 80. zajmuje się także reżyserią teatralną, wystawiając zarówno dramaturgię światową (Szekspir, Ibsen, Racine, Hoffmann, Jarry, Koltcs), jak i polską m.in. Witkacego, Witolda Gombrowicza.
Od wielu lat organizuje staże teatralne we Francji i w Polsce oraz prowadzi wykłady w liceach i szkołach wyższych we Francji poświęcone polskiemu teatrowi i dramaturgii, przede wszystkim Gombrowiczowi i Witkacemu.
Za znaczące osiągnięcia w propagowaniu polskiej kultury teatralnej na świecie w 2010 otrzymała Nagrodę im. Stanisława Ignacego Witkiewicza przyznaną przez Zarząd Polskiego Ośrodka Międzynarodowego Instytutu Teatralnego.

### Życie prywatne
Jest córką urodzonego w Częstochowie André Stalensa i Julii Heleny z domu Młynarczyk. Poślubiła francuskiego aktora i rzeźbiarza Jean-Marie Binoche.
Jest matką aktorek Juliette Binoche i Marion Stalens.